# Žitný ostrov
(Velký) Žitný ostrov (maďarsky Csallóköz, něm. Große Schütt(-insel)) je největší říční ostrov v Evropě (cca 1600 km²), na jihozápadním Slovensku v povodí Dunaje v Podunajské nížině. Jihozápadně od něj, z druhé strany Dunaje, se nachází tzv. Malý Žitný ostrov (Szigetköz).

## Charakteristika
Žitný ostrov ohraničuje z jihu a jihozápadu hlavní koryto Dunaje, ze severu jeho rameno Malý Dunaj a krátce také řeka Váh na východě (někdy je tento úsek uváděn jako Vážský Dunaj). Malý Dunaj se od Dunaje odpojuje v prostoru bratislavského přístavu, u Kolárova se slévá s Váhem, a ten se pak v Komárně vlévá do Dunaje. Žitný ostrov je součástí obrovského náplavového kužele, který vytvořil Dunaj pod Bratislavou v období, kdy se řeka prořezávala skrz Malé Karpaty a vstoupila do poklesávající Malé dunajské kotliny.
Celý Žitný ostrov je mocnou zásobárnou podzemních vod a jednou z nejúrodnějších zemědělských oblastí Slovenska. Plochý povrch Žitného ostrova plynule klesá od Bratislavy ke Komárnu, z nadmořské výšky 134 na 108 metrů. Tento téměř neznatelný sklon vznikl postupným ukládáním malých nánosů štěrku, písku a povodňových kalů. Nepatrný spád pak způsobuje ztížený odtok vod a hrozbu rozlivů při povodních.

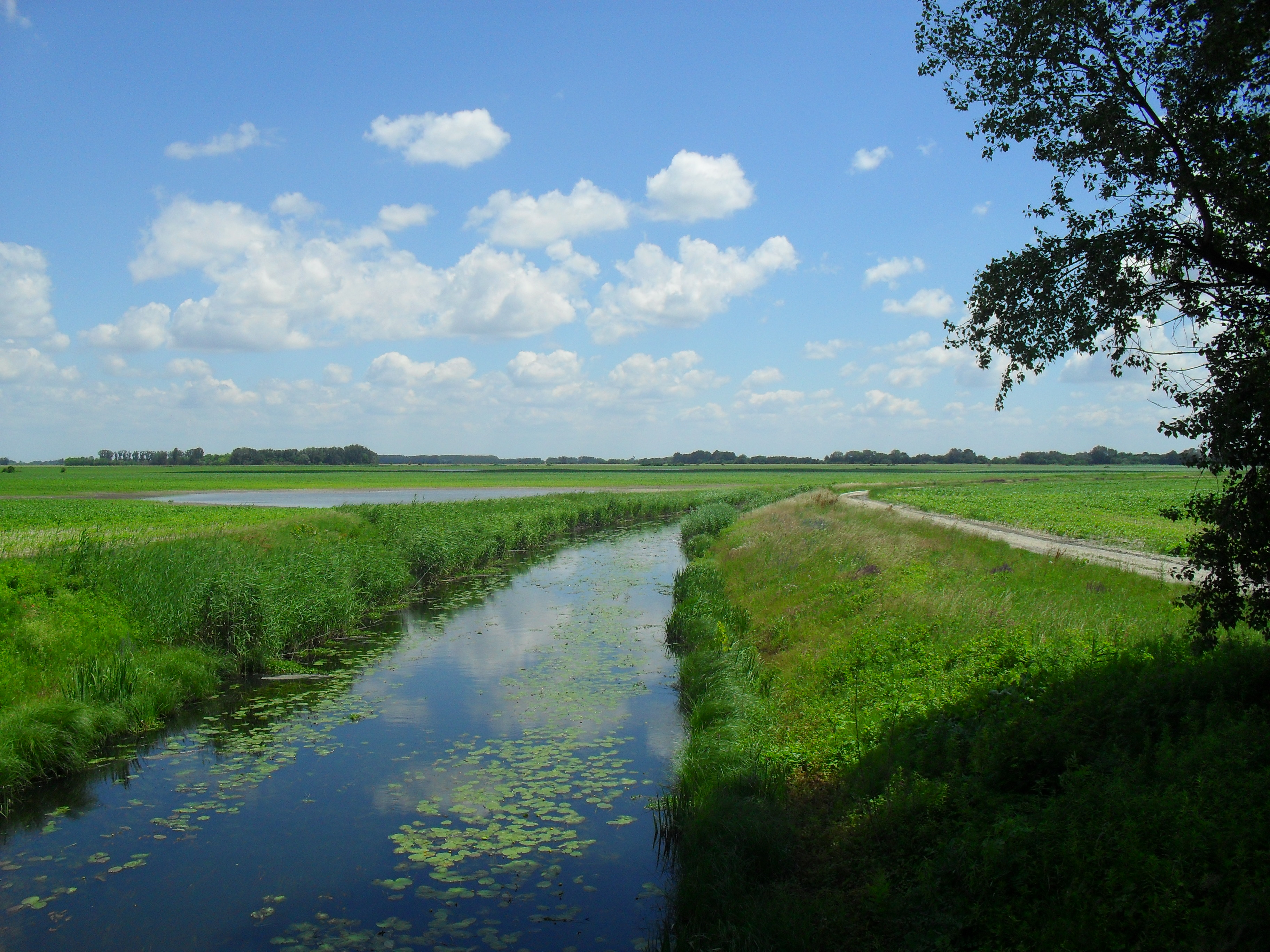
Krajina v okolí města Veľký Meder

### Půdy
Na Žitném ostrově se vyskytují různé druhy půd. Na západě v oblasti Podunajských Biskupic, směrem na Šamorín a na východ od Dunajské Stredy, kde je podzemní voda dostatečně hluboko, se nachází černozemě. Na obvodu černozemí se nalézají hnědozemě. Lužní půdy se vyskytují ve východní polovině Žitného ostrova v prostoru Dunajská Streda, Gabčíkovo, Veľký Meder, Okoč a Komárno. Rašelinová půda vyplňuje mrtvá ramena Dunaje v okolí Dunajské Stredy a Velkého Mederu. Slaniska a slatiniště se vyskytují mezi Komárnem a Velkým Mederem, u Dunajské Stredy. Nivní půdy vznikly na územích kde se řeky rozlévaly do značné šířky a to podél Dunaje a Malého Dunaje.

### Hydrologie
Ačkoliv má Žitný ostrov nejnižší množství atmosférických srážek z celého území Slovenska (v průměru jen 590 mm ročně), jeho největším bohatstvím je právě voda. Pod povrchem se nachází asi 10 miliard m³ kvalitní pitné vody, která je stále doplňována vodou prosakující z řek. Vzhledem k tomu, že řeka Dunaj a jeho četná říční ramena neustále měnila svůj směr, vznikly říční usazeniny v podobě tzv. aluviálních niv. Jejich materiál se skládá ze štěrků, písků a hlín. Množství podzemní vody závisí na rozsahu, mocnosti a propustnosti těchto sedimentů. Usazeniny Dunaje na Žitném Ostrově jihovýchodně od Bratislavy dosahují mocnosti 10-15 metrů, u Čilistova více než 150 m, mezi Čilistovem, Dunajskou Stredou a Gabčíkovem 200 m a ve východní části Žitného ostrova jen několik metrů. Toto nerovnoměrné rozložení způsobuje, že zde nejsou ve všech místech stejné podmínky pro výskyt podzemních vod. Podzemní voda se nalézá většinou 2–7 metrů pod povrchem, ale v blízkosti Dunaje a Malého Dunaje jen v hloubce 1–1,5 metru.

### Klima
Na Žitném ostrově je jen málokdy bezvětří. Po většinu roku zde věje západní až severozápadní vítr. Nejsilnější větry vějí v březnu a nejslabší v prosinci. Mrazy obvykle začínají již v polovině října, ale opravdová zima zde trvá přibližně 40 dnů. Časté jsou zde zimy bez sněhu a sněhová pokrývka zřídkakdy přetrvává po celou dobu. Počet letních dnů se zde pohybuje okolo 100. Nejteplejší měsíc je červen s průměrnou teplotou 20 stupňů Celsia. Slunce zde svítí v 2000–2500 hodin ročně, přičemž tato hodnota je největší
v srpnu a nejmenší v prosinci. Počet dní se srážkami je největší v zimě, ale nejvíce srážek zde spadne v létě, o něco méně pak na jaře. Průměrná roční teplota je 9,3 stupňů Celsia. Nejvyšší teplota 37 stupňů Celsia byla naměřena dne 16. června 1928. Naopak nejnižší teplota -33,1 stupňů Celsia zde byla naměřena dne 11. února 1929.

## Flóra a fauna

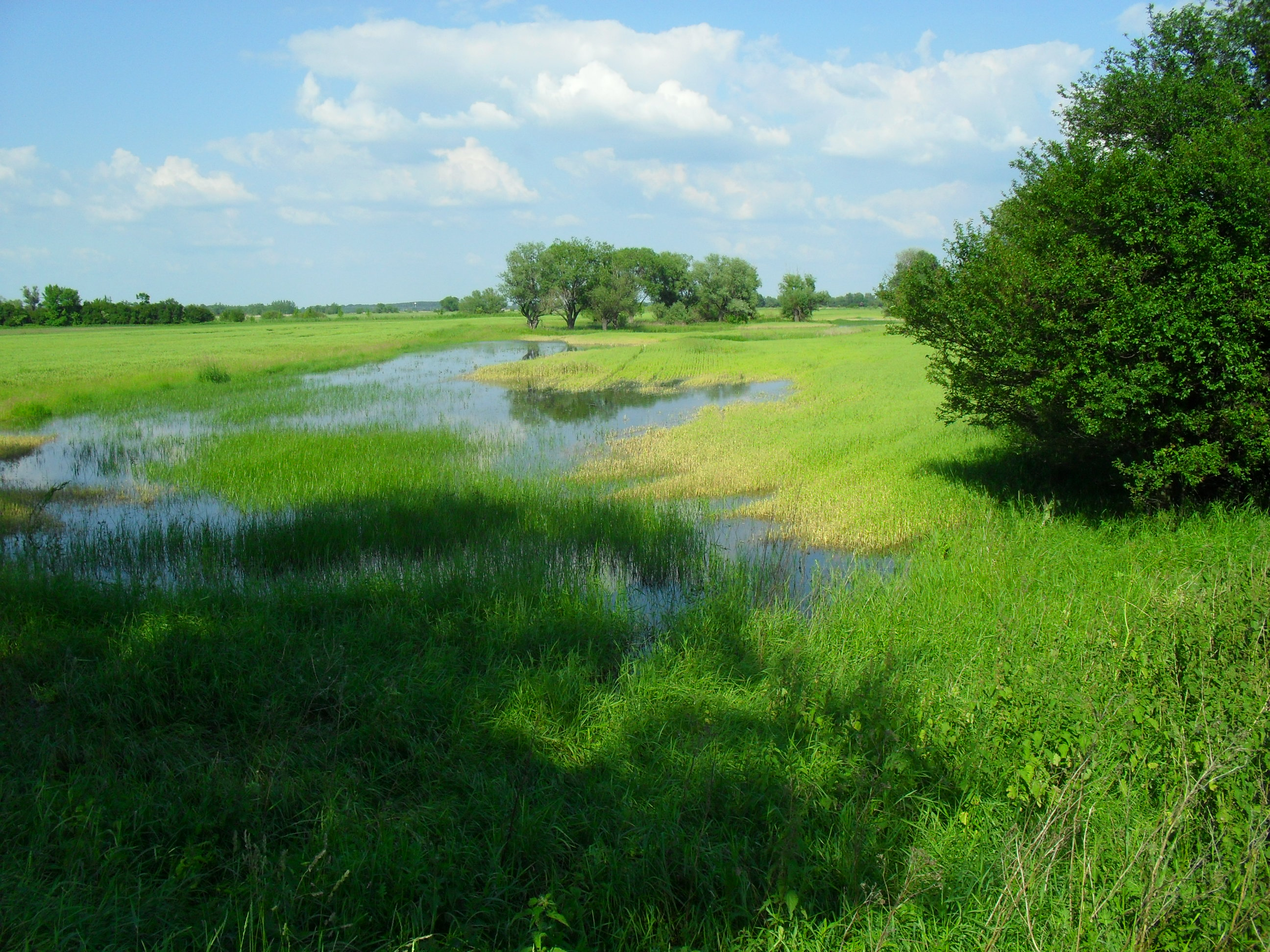
Krajina v okolí obce Zlatná na Ostrove

Vzhledem k tomu, že území Žitného ostrova je velmi úrodné, bylo z naprosté většiny odvodněno, zorněno a přeměněno na pole a zachovalo se zde jen velmi málo přirozených lesů, luk a mokřin. U Dunaje se vyskytují lužní lesy, ve kterých roste např. topol bílý, topol černý, jilm vaz, různé druhy vrb, olše lepkavá. V křovinatém a bylinném patře zde můžeme, mimo jiné, nalézt kopřivu dvoudomou, ostružiny, svídu krvavou a bez černý. Jen v těchto lesích se vyskytuje divoká vinná réva a hloh. Také zde lze nalézt panonské dubové lesy s dubem letním, javorem, jilmem, dřínem a mnohými jinými druhy v bylinném patře.
Ramena Dunaje (například Klátovské rameno) a zdejší kanály, které protkávají celý Žitný ostrov mají velmi bohatou vegetaci. Z chráněných druhů rostlin se zde vyskytuje např. lekníny a další druhy.

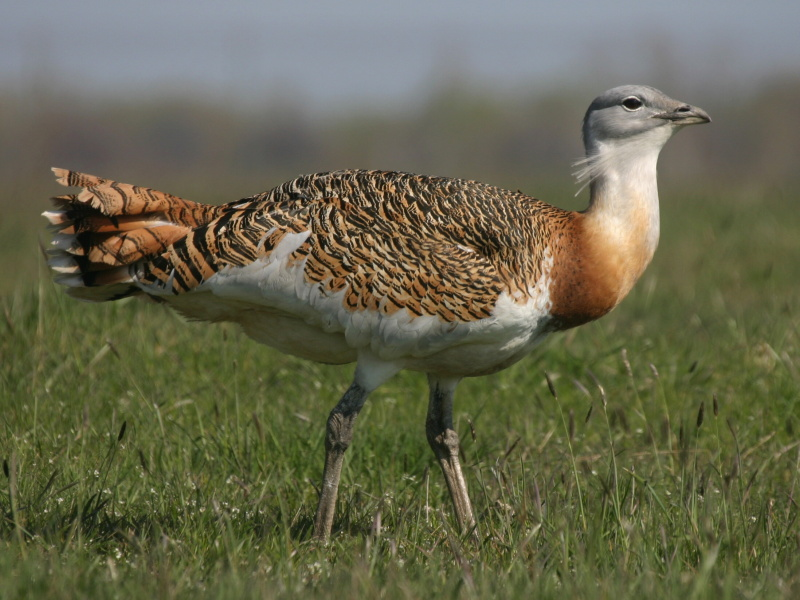
Drop velký

Fauna Žitného ostrova je také velmi různorodá. Nejvýznamnější drobnou zvěří jsou zajíci a bažanti. Z vysoké zvěře se tu nejvíce vyskytují srnci, jeleni (tzv. dunajští) a divočáci (černá zvěř). Převládajícím prvkem fauny je však vodní a mokřadní ptactvo. Vyskytují se zde různé druhy kachen, labutí (zejména labuť zpěvná), čejek, kormoránů a dropů atd.) Vody Dunaje a jeho ramen obývá celkem přirozeně také velký počet druhů různých sladkovodních ryb.
Přírodní prostředí Žitného ostrova je silně degradované kvůli intenzivní zemědělské výrobě, silným větrům a vodní erozi. Na severu k jeho znehodnocování přispívá i průmyslová výroba. Celá příbřežní niva Dunaje spolu s okolními lesy byla vyhlášena chráněnou krajinnou oblastí. Na Žitném ostrově se nalézají i přírodní rezervace. A to Čenkovská lesostep a Zlatná na Ostrove. V rezervaci Zlatná na Ostrove hnízdí největší slovenský pták drop velký a její rozloha činí okolo 10 000 hektarů. Čenkovská lesostep
je jediným slovenským výskytem rostliny Ephedra distachya (slovensky: chvojníka dvojklasého).

## Zemědělství a průmysl
Na Žitném ostrově se pěstují teplomilné plodiny jako např. kukuřice, pšenice, cukrová řepa, slunečnice, řepka olejka, různé druhy ovoce a zeleniny. Z průmyslu je tu zastoupen hlavně průmysl potravinářský, strojařský a chemický.
- Dunajská Streda – cukrovar Eastern Sugar, masokombinát Taurus
- Komárno – stavba říčních lodí, výroba obuvi
- Kolárovo – výroba motocyklů

Žitný ostrov je z důvodů dobrých zemědělských a klimatických podmínek hustě osídlen.

## Turistický ruch
Nejvýznamnějšími rekreačními středisky jsou:
- Dunajská Streda
- Šamorín
- Veľký Meder

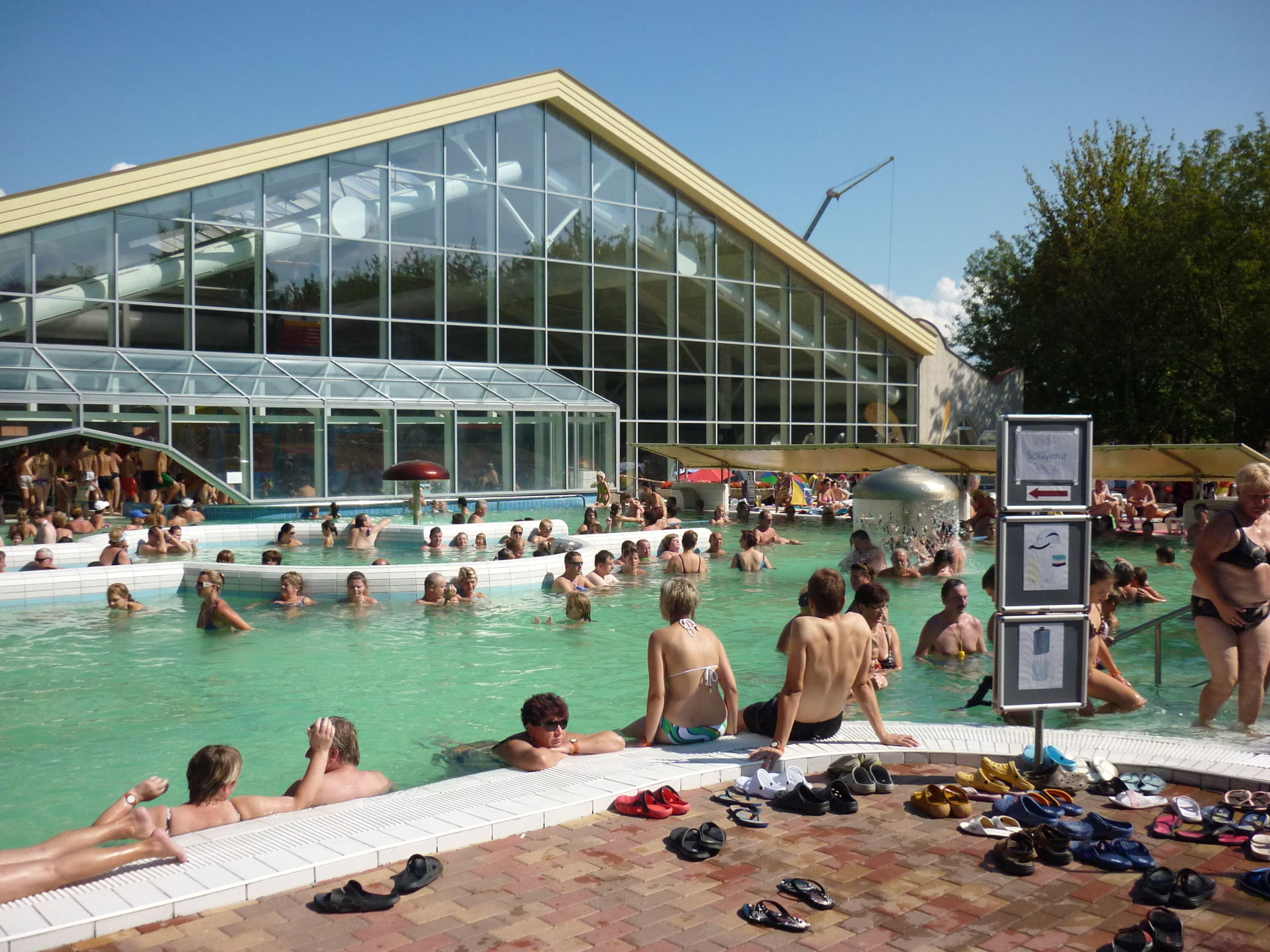
Termální lázně Veľký Meder

Zde jsou koupaliště navštěvovaná i zahraničními turisty a v poslední době se k rekreaci využívá také břeh Dunaje, tzv. Malý Žitný ostrov u Bodíků, Dobrohoště a Vojky. Tyto části jsou navštěvovány hlavně Bratislavany. Oblíbený je splav Malého Dunaje. K zajímavostem Žitného ostrova patří také vodní mlýny.

## Dějiny, název, památky
Podle historických dokladů se zdá, že dnešní říční ostrov zde existuje jen několik staletí, protože před tím byl hlavním korytem Dunaje dnešní Malý Dunaj.

### Dějiny
Tento region má velmi dlouhé dějiny, protože už v bronzové době byl dávno obýván. To dokazují i vykopávky z období z doby okolo 1300 př. n. l. Od této doby se zde postupně usazovaly nové kmeny a národy. Velký vliv na zde žijící obyvatele měla kultura Etrusků a Keltů, ale přece jen patrně vůbec největší vliv zde měla Říše římská. V 6. století se zde usadili Slované, v 9. století byl ostrov součástí Nitranského knížectví a Velkomoravské říše, od 10. století pak Uherska. Maďarské obyvatelstvo se zde ve větším množství usadilo až od konce
středověku či začátku novověku.

### Název
Maďarský název Csallóköz je patrně přejímka slovenského jména místní osady Čalov(o), podle které byla později pojmenována i říčka na ostrově a později pak i celý ostrov přidáním maďarského adverbiálního kořene -köz s významem 'mezi' či 'u'.[zdroj?]
Doložené názvy pro obec a říčku jsou například:
- Challow 1209
- Challovkus 1269
- fluv. Challowo 1291
- portus Chalow 1291 atd.

Samotný název Žitný ostrov je však moderní pojmenování pocházející až z roku 1919, který možná vznikl připodobněním slovenského slova žito k historickému německému pojmenování ostrova Grosse Schütt, Schüttinsel.
Pro region se používal také lidový název Kukkónia. Ten je spojován s vpádem Tatarů. Podle jedné pověsti tento název souvisí s citoslovcem vyjadřujícím úlek místního obyvatele, který se nečekaně střetl s Tatary, podle druhé interpretace je spojen s tím, že se ukrytí místní obyvatelé měli tajně dorozumívat zvuky napodobujícími kuňkání kuňky obecné.

### Památky
Mezi historické památky Žitného ostrova patří Žltý kaštieľ v Dunajské Strede, který je postaven v barokním stylu a pochází z 18. století. V Žltom kaštieli se nachází Žitnoostrovské muzeum, dále Vermesova Villa, kde je Slovenská národní galerie a všechny kostely, které se na tomto území nacházejí.